# Miranda Cheng
Miranda Chih-Ning Cheng (Chinees: 程之寧; Taipei, 6 juni 1979) is een in Taiwan geboren en in Nederland opgeleide theoretisch natuurkundige die werkt als onderzoeker van snaartheorie aan de Universiteit van Amsterdam. Ze is bekend geworden door het formuleren van het umbrale-maneschijn vermoeden en voor haar werk aan de relaties tussen K3-oppervlakken en snaartheorie.

## Biografie

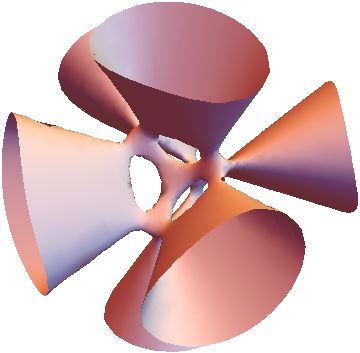
Een voorbeeld van een glad K3-oppervlak in drie dimensies, dat beschreven wordt door een vergelijking met een veelterm (polynoom) van de vierde orde, type. Deze K3-oppervlakken komen voor in het onderzoek van Cheng. De figuur toont een deel van de reële punten (van reële dimensie 2) in een bepaald complex K3-oppervlak (van complexe dimensie 2, dus reële dimensie 4).

Cheng groeide op in Taiwan, waar ze in eerste instantie vooral geïnteresseerd was in literatuur. Op ongeveer twaalfjarige leeftijd raakte ze geïnteresseerd in muziek, waaronder popmuziek, rock en punk. Omdat de lesstof op haar school te gemakkelijk voor haar was, sloeg ze twee jaar over en werd ze naar een speciale klas verplaatst. De concurrentie en de stress op school was er de oorzaak van dat ze op 16-jarige leeftijd knapte. Ze verliet het huis van haar ouders om in een platenwinkel te gaan werken en in een punkrockband te gaan spelen. Hoewel ze de middelbare school niet had afgemaakt, kon ze naar de universiteit via een programma voor begaafde bètastudenten dat ze had doorlopen.
Na het behalen van een bachelor fysica aan de National Taiwan University in 2001 verhuisde ze naar Nederland om verder te studeren. In 2003 behaalde ze een master in theoretische natuurkunde aan de Universiteit Utrecht, onder leiding van Nobelprijswinnaar Gerard 't Hooft. Ze promoveerde in 2008 aan de Universiteit van Amsterdam onder gezamenlijke supervisie van Erik Verlinde en Kostas Skenderis op een proefschrijft met de titel "The spectra of supersymmetric states in string theory". Na een postdoctorale periode aan de Harvard University en als onderzoeker bij CNRS in Parijs, keerde ze in 2014 terug naar Amsterdam, waar ze een dubbelpositie kreeg aan het Institute of Physics in het Amsterdam Science Park en aan het Korteweg-de Vries Instituut voor Wiskunde. Ook werkt ze sinds 2021 als onderzoeker aan het Institute of Mathematics van de Academia Sinica in Taiwan.

## Werk aan de Umbrale maneschijn
Cheng werkte samen met John Duncan van Case Western Reserve University en Jeffrey Harvey van de Universiteit van Chicago. Zij formuleerden in 2012 de Umbral Moonshine Conjecture en leverden het bewijs voor 23 nieuwe maneschijnen, nadat Cheng de eerste daarvan zelf had ontdekt. Ze stelden dat er voor elk van deze maneschijnen een snaartheorie bestaat, waarin het aantal snaartoestanden wordt geteld door de modulaire vormen en de eindige groep de symmetrie van het model vastlegt. Verwijzend naar de snaartheorie die ten grondslag ligt aan de umbrale-maneschijn, zei Cheng dat "dit suggereert dat er een speciale symmetrie bestaat die inwerkt op de theorie van K3-oppervlakken." Deze theorie kan een manier zijn om de natuurkunde te begrijpen op plaatsen waar geen directe waarnemingen mogelijk zijn, zoals binnen zwarte gaten.
- DBLP: 242/7937
- Mathematics Genealogy Project: 201912
- Nederlandse Thesaurus van Auteursnamen: 304350060
- ORCID: 0000-0002-4651-095X
- Virtual International Authority File: 279988124
- WorldCat: E39PBJyRBq3XbcCYYtK8hc9VYP